# Hermann Fabronius
Hermann Fabronius (auch: Hermann Fabricius, Erasmus Sabinus Hohfnerus, Harminius de Mosa, Hermann Fabronius Mosemann(us); * 21. Juli 1570 in Gemünden (Wohra); † 12. April 1634 in Rotenburg an der Fulda) war ein deutscher evangelisch-reformierter Theologe und Dichter.

## Leben
Der Sohn des Gemündener Bürgermeisters Hermann Faber trug zunächst den Namen seines Vaters, den er später in Fabricius latinisierte und nach dem Tod des Vaters in Fabronius änderte. Nach Absolvierung der Lateinschule seiner Vaterstadt nahm er 1589 ein Studium der Rechtswissenschaften an der Universität Marburg auf und wechselte 1591 an die Universität Graz. Da er sich auch als Dichter einen Namen gemacht hatte, wurde er 1594 zum poeta laureatus gekrönt.
Zurückgekehrt in seine Heimatstadt, nahm er 1595 das Studium der Evangelischen Theologie an der Universität Wittenberg auf, kehrte später aber wieder an die Marburger Universität zurück. Im März 1598 übernahm er die Stelle eines Konrektors am Kasseler Pädagogium. Auf Veranlassung von Landgraf Moritz von Hessen wurde er 1601 zum Pfarrer in Hessisch Lichtenau berufen. 1605 übernahm er die Neustädter Gemeinde in Eschwege. Landgraf Moritz nahm ihn 1613 als Prediger mit auf eine Reise nach Berlin, wo er kurz vor dessen Konversion zur reformierten Kirche vor Kurfürst Johann Sigismund predigte. In Eschwege war er auch Amtsgehilfe des Superintendenten Reinmann geworden, dem er 1622 in derselben Funktion nach Rotenburg folgte. Nach dem Tod Reinmanns übernahm Fabronius selbst am 24. April 1623 dessen Stelle. Damit war er Dekan des Stifts in Rotenburg, welches Amt er bis zu seinem Tod verwaltete.
Fabronius hinterließ ein umfangreiches literarisches Werk. Er veröffentlichte neulateinische Anagramme und Eklogen, schrieb aber auch Gedichte in deutscher Sprache. Seine theologischen Werke sind vorwiegend der Unterstützung der durch den Landgrafen seit 1605 mit den  so genannten „Verbesserungspunkten“ in Gang gesetzten „Zweiten Reformation“ gewidmet. So versuchte er in einer Schrift „vom alten glauben der Hessen“ den Nachweis zu bringen, dass schon Landgraf Philipp der Großmütige der reformierten Konfession nahegestanden habe, und in Lutheraner und Calvinisten trat er für die reformierte Abendmahlslehre ein. In De iure Ecclediastico trat er für die Kirchengewalt des Landesherrn im Rahmen des Landesherrlichen Kirchenregiments ein. Demselben Zweck diente seine Historische Beschreibung Der Policey-Tugende christliche Obrigkeit und Unterthanen mit der Beschreibung des Bildprogramms, das von Landgraf Moritz für die Ausmalung von Schloss Eschwege entwickelt wurde. Mehrere Streitschriften schrieb er gegen den sächsischen Lutheraner Leonhard Hutter. Dazu kommen mehrere Chroniken der Weltgeschichte und der römischen Kaiser. Manche seiner Werke veröffentlichte er mit dem Beinamen Mosemann oder unter den Pseudonymen Erasmus Sabinus Hohfnerus und Harminius de Mosa.
Aus der 1598 geschlossenen Ehe mit Sibylle Majus, Tochter des Predigers Lucas Maius aus Kassel, gingen neun Kinder hervor.